# 탑므어이현
탑므어이현(베트남어: Huyện Tháp Mười / 縣塔梅)은 베트남 메콩강 삼각주 동탑성의 현이다.

## 행정 구역
탑므어이현은 1시진, 12사를 관할하고 있다.

### 시진
- 미안 시진 (Thị trấn Mỹ An, 美安市鎭)

### 사
- 빈께우 사 (Xã Đốc Binh Kiều, 督兵喬社)
- 흥타인 사 (Xã Hưng Thạnh, 興盛社)
- 랑비엔 사 (Xã Láng Biển, 廊汴社)
- 미안 사 (Xã Mỹ An, 美安社)
- 미동 사 (Xã Mỹ Đông, 美東社)
- 미화 사 (Xã Mỹ Hòa, 美和社)
- 미꾸이 사 (Xã Mỹ Quý, 美貴社)
- 떤께우 사 (Xã Tân Kiều, 新喬社)
- 푸디엔 사 (Xã Phú Điền, 富田社)
- 타인러이 사 (Xã Thạnh Lợi, 盛利社)
- 타인미 사 (Xã Thanh Mỹ, 淸美社)
- 쯔엉쑤언 사 (Xã Trường Xuân, 長春社)